# Armando Sol Estévez
Armando Sol Estévez (* 14. Oktober 1909 in Santa Tecla; † 6. Mai 1983 in San Salvador) war ein salvadorianischer Architekt und Diplomat.

## Leben
Armando Sol Estévez war der Sohn von Teresa Esteves Calderon (* 9. Dezember 1883 in Santa Tecla) und Antonio Enrique Sol Castillo (* 15. Juli 1871 in Moncagua, San Miguel (El Salvador); † 31. Oktober 1941 in San Salvador).
Er war mit Hilda Trujillo verheiratet.

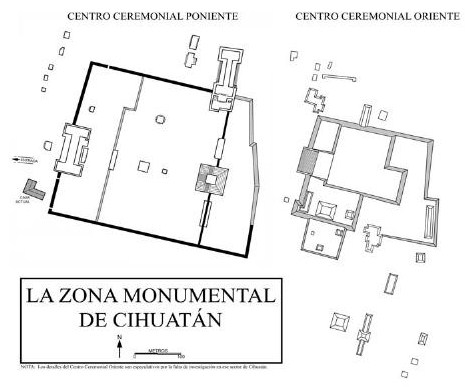
Grundriss von Cihuatan. Armando Sol Estévez gehört zu den Pionieren der Archäologie in El Salvador. Er erkannte die archäologischen Stätten Cihuatán und Teresa Estévez.

1927 machte er sein Abitur am Instituto Nacional de Soyapango.
1933 schloss er ein Studium der Architektur an der École supérieure des arts Saint-Luc in Brüssel ab.
Von 1933 bis 1934 absolvierte er ein Aufbaustudium Stahlbeton an der Universität Complutense Madrid und lernte Joaquín Vaquero Palacios kennen, der sein architektonisches Werk beeinflusste. Ab 1935 war er Architekt in San Salvador, wo zu seinen ersten Werken der Entwurf zu El Siglo, einem Kaufhaus für Herrenbekleidung in der Calle Arce zwischen dem Gebäude des Finanzministeriums und dem Kaufhaus Papini, gehörte.
Von 1940 bis 1960 wurde er im auswärtigen Dienst beschäftigt. 1957 wurde er zum Botschafter in Caracas ernannt, wo er, während die Regierung in Santiago de Chile die
diplomatischen Beziehungen mit der Regierung in Caracas eingestellt hatte, die Aufgaben der Schutzmacht El Salvador wahrnahm.
Am 13. Mai 1959 wurde er als außerordentlicher und bevollmächtigter Botschafter bei der italienischen Regierung und am 3. Juni 1959 bei der Regierung in Tel Aviv als außerordentlicher Gesandter und Ministre plénipotentiaire mit Sitz in der Via Guidubaldo del Monte 13 in Rom akkreditiert.
| Vorgänger                | Amt                                                        | Nachfolger                  |
| ------------------------ | ---------------------------------------------------------- | --------------------------- |
| Alberto Machado Gómez    | salvadorianischer Botschafter in Caracas 1957 bis 1958     | Hugo Roberto Carrillo       |
| Amedeo Sesostris Canessa | salvadorianischer Botschafter in Rom 13. Mai 1959 bis 1960 | Roberto Cordero d’Aubuisson |